# يوليوس شبرينغر
يوليوس شبرينغر (بالألمانية: Julius Springer)‏ هو ناشر ألماني، ولد في 10 مايو 1817 في برلين في ألمانيا، وتوفي بنفس المكان في 17 أبريل 1877.